# Cambounet-sur-le-Sor
Cambounet-sur-le-Sor é uma comuna francesa na região administrativa da Occitânia, no departamento de Tarn. Estende-se por uma área de 7.65 km², e possui 936 habitantes, segundo o censo de 2018, com uma densidade de 120 hab/km².